# Togoro Kotia
Togoro Kotia est une commune rurale du Mali, dans l'arrondissement de Sossoré, le cercle de Ténenkou et la région de Mopti. Elle a pour chef-lieu la localité de Sossolé. 

## Histoire
En novembre 2016, les élections municipales ne peuvent pas se tenir dans la commune pour des raisons de sécurité.

## Villages
La commune compte 13 localités relevées lors du recensement général de 2009. 
Les villages le plus peuplés sont :
- Sossoré (2 598 habitants)
- Sare Thina (2 516 habitants)
- Kadial (2 397 habitants)

## Services
Il y a deux centres de santé communautaire: à Sossolé et à Kadial.  